# Montaut (Landes)
Montaut ist eine französische Gemeinde mit 604 Einwohnern (Stand 1. Januar 2022) im Département Landes in der Region Nouvelle-Aquitaine. Sie gehört zum Arrondissement Mont-de-Marsan und zum Kanton Chalosse Tursan. Zu Montaut gehört neben der Hauptsiedlung auch der Weiler Brocas, benannt nach einer gleichnamigen Familie.
Nachbargemeinden sind Toulouzette im Norden, Saint-Sever im Nordosten, Banos im Osten, Doazit im Süden, Maylis und Saint-Aubin im Südwesten und Hauriet im Westen.

## Bevölkerungsentwicklung
| Jahr      | 1962 | 1968 | 1975 | 1982 | 1990 | 1999 | 2008 | 2017 |
| --------- | ---- | ---- | ---- | ---- | ---- | ---- | ---- | ---- |
| Einwohner | 794  | 766  | 704  | 556  | 592  | 604  | 556  | 626  |

## Sehenswürdigkeiten
- Kirche Sainte-Catherine, seit 1970 Monument historique
- Kirche Saint-Pierre in Brocas, seit 1934 Monument historique
- Kapelle Arcet

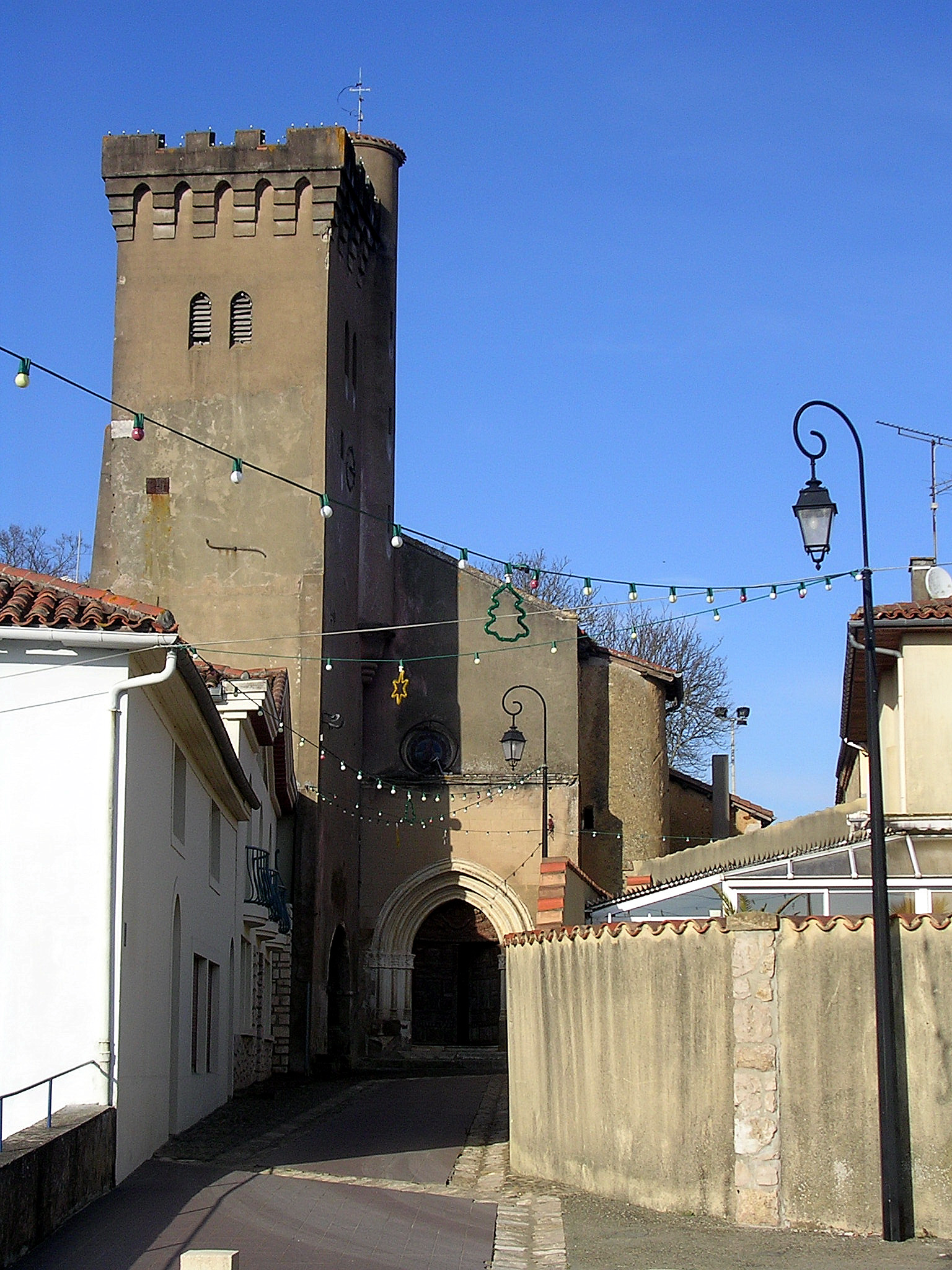
Kirche Sainte-Catherine
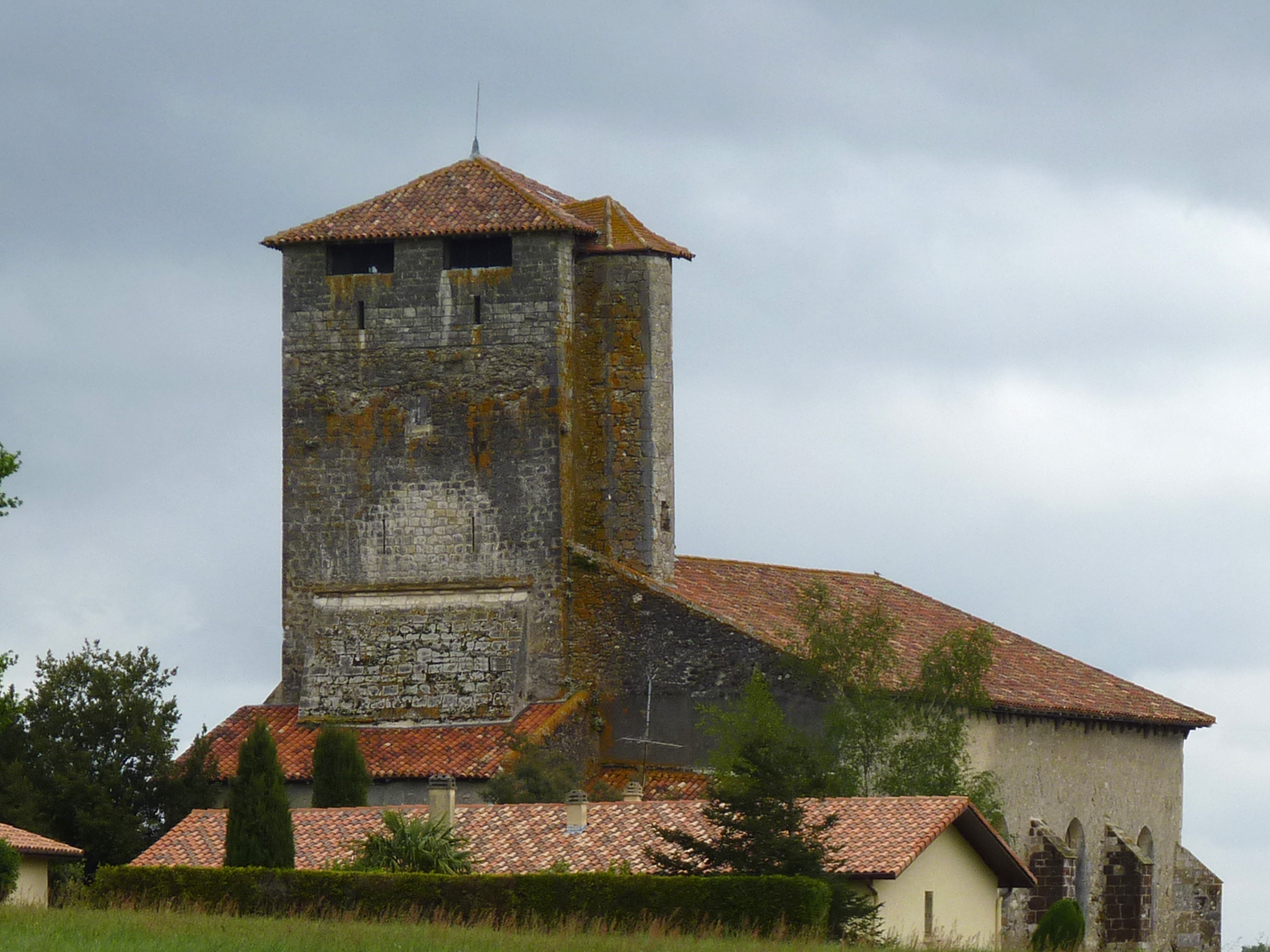
Kirche Saint-Pierre
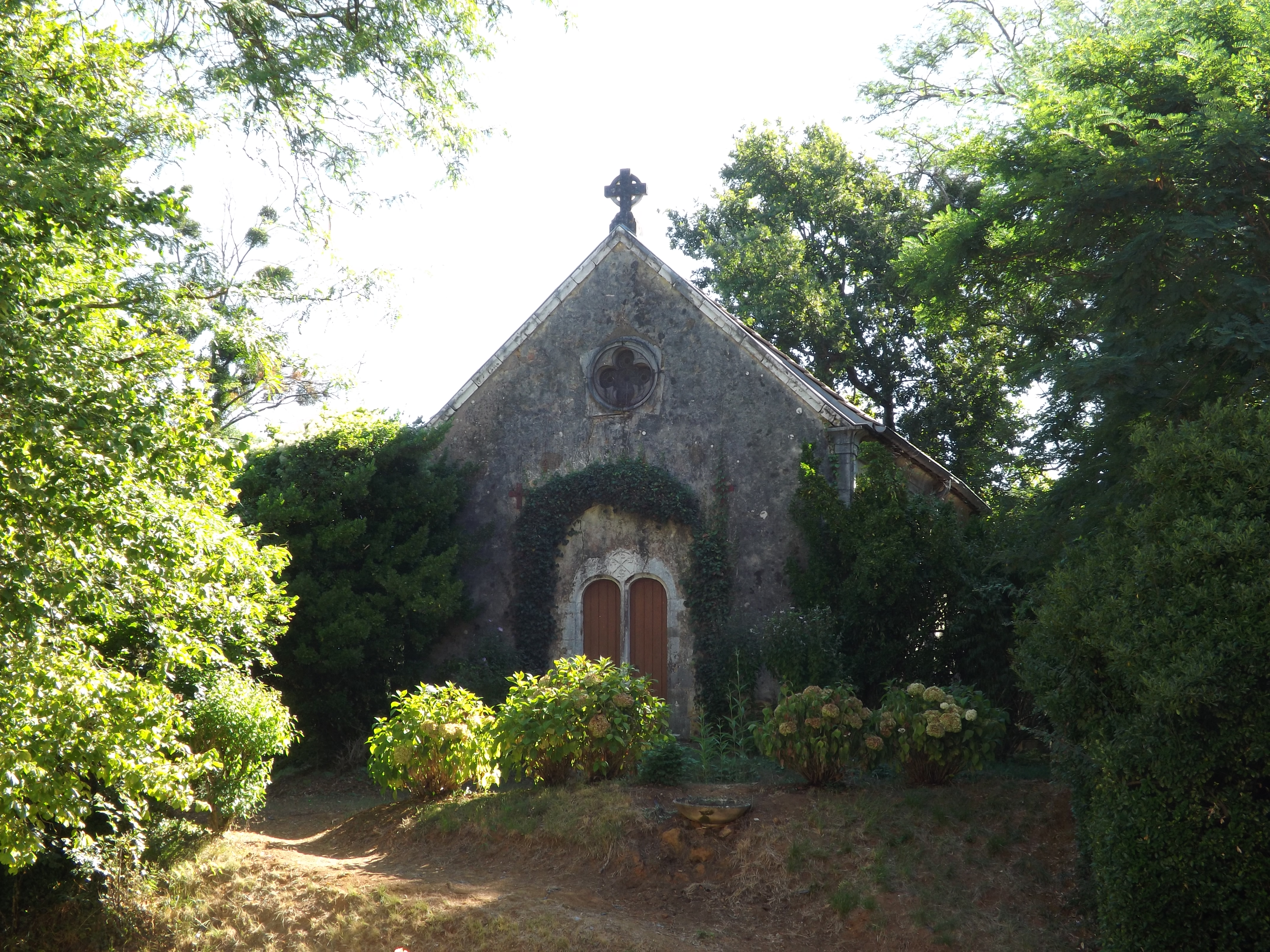
Kapelle Arcet